# Allgemeine Schweizer Uhrenindustrie

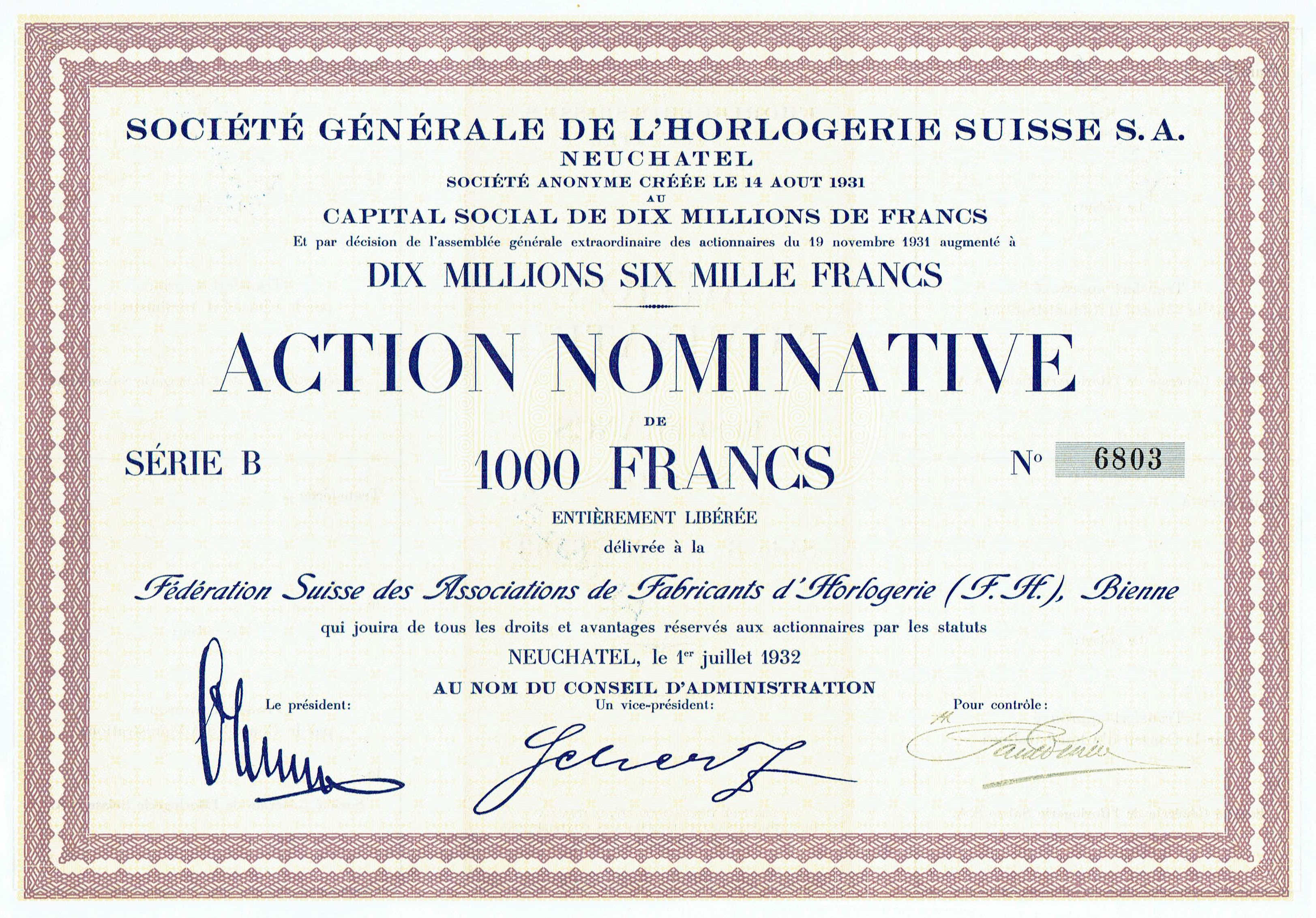
Aktie über 1000 Franken der Soc. Générale de l'Horlogerie Suisse SA vom 1. Juli 1932

Die Allgemeine Schweizer Uhrenindustrie AG (ASUAG für Société Générale de l'Horlogerie Suisse SA) war ein von 1931 bis 1983 existierender Schweizer Uhrenkonzern, der letztlich im Rahmen einer Fusion zur Swatch Group umfunktioniert wurde.
Bei seiner Gründung war das Aktienkapital von 10 Millionen Franken aufgeteilt in je 5000 Aktien Serie A und Serie B. Nach der Gründung wurde die Mehrheit der Ebauches SA sowie 19 weitere Schweizer Hersteller von Uhrenwerken gekauft.
Entstanden ist die ASUAG als Reaktion auf die 1929 ausgebrochene Weltwirtschaftskrise. Bereits ein Jahr nach Ausbruch dieser tiefen Rezession waren die Schweizer Uhrenexporte um 15 % eingebrochen. Als Gegenmassnahme wurde eine zweigleisige Strategie gefahren. Auf politischer Ebene wurde das sog. Uhrenstatut (französisch Statut horloger) etabliert, das zum Beispiel Fabrik-Erweiterungen oder -Neueröffnungen bewilligungspflichtig erklärte sowie verpflichtende Mindeststandards für Preise und Zahlungsmodalitäten festlegte. Zusätzlich sollte auf Unternehmensebene ein Konzentrationsprozess in die Wege geleitet werden, welcher auf höhere Skalenerträge und damit mögliche Senkungen der administrierten Preise abzielte. Daraus gingen die schwergewichtig in der Deutschschweiz verwurzelte ASUAG und die schwergewichtig in der Westschweiz verankerte SSIH als umfassendere Konzerngebilde hervor.
Die gewählte kartellistische Strategie war insofern erfolgversprechend, als der Wettbewerb innerhalb der Schweiz teilweise ausgeschaltet wurde, womit man sich vor allem auch für kleinere Firmen (die Tochtergesellschaften der neuen Konzerne) grössere Überlebenschancen erhoffte. Diese Rechnung ging dann in der Folge bedingt auf: Die Exportnachfrage für Uhren erholte sich nach einem absoluten Tiefstand 1932 mit gerade noch 40 % des Vorkrisenwertes bis 1935 wieder auf 73 %. Allerdings verharrte sie dann noch mehrere Jahre in diesem Bereich; der massive konjunkturbedingte Nachfrageeinbruch weltweit konnte länger nicht kompensiert werden.
Nach dem Zweiten Weltkrieg wurde das Uhrenstatut beseitigt, die Konzerne ASUAG und SSIH jedoch blieben in einem wieder stärker liberalisierten Markt weiter bestehen. 1983 schlossen sie sich auf Initiative von Nicolas Hayek zur heute noch bestehenden Swatch Group zusammen.